# Tachibana no Moroe
Tachibana no Moroe (橘 諸兄 (Quất Gia Huynh) 684–757) là một vị thân vương và công khanh (kuge) phụng sự triều đình của Thiên hoàng Shōmu và Nữ Thiên hoàng Kōken.

## Tiểu sử
Nhà Tachibana được xem là thuộc về hoàng tộc vì vốn dĩ là cái họ mà gia đình bà Agata Inukai no Michiko (vợ Fujiwara no Fuhito) được triều đình ban cho. Bà trước đã kết hôn với một người trong hoàng tộc là Hoàng tử Mino và sinh được một con trai cũng là hoàng tử tên gọi Katsuragi. Đến năm 736 (Tenpyō thứ 8) thì Hoàng tử Katsuragi được lệnh trở thành dân (chế độ gọi là shinseki kōka, thần tịch giáng hạ) nghĩa là không còn là người thuộc hoàng tộc nữa (có thể vì mẹ ông tục huyền với Fuhito). Ông lấy họ Tachibana của mẹ và đổi tên thành Tachibana no Moroe (như vậy ông là anh cùng mẹ khác cha với Hoàng hậu Kōmyō). 
Năm 737 (Tenpyō thứ 9) dịch đậu mùa tàn khốc lan tràn ở kinh đô. Người trong vòng thân tộc của Hoàng hậu Kōmyō cũng bị dịch bệnh hoành hành khiến nhà Fujiwara đều vì bệnh ấy mà nối tiếp nhau qua đời. Thế lực của dòng họ Fujiwara nhân vậy thành ra suy yếu. Cánh thiên hoàng nhờ đó vùng lên trấn áp được họ. Sự kiện nào tạo ra cơ hội cho nhà quý tộc Tachibana no Moroe được thăng Tả đại thần vào năm 738 (Tenpyō thứ 10) và gom lại hết quyền lực nhà nước trong tay mình. Trong thời gian này, cố vấn chính trị cho đại thần Moroe là hai cựu du học sinh từng qua bên nhà Đường: tăng Genbō và nhà quí tộc Kibi no Mabiki. Hai ông cũng được sự tín nhiệm của Thiên hoàng Shōmu và đã truyền đạt lại cho những người trong nước những kinh nghiệm học hỏi được trong thời gian theo phái bộ Kentōshi của mình. Một sự kiện khác đáng chú ý lúc đó là nhân nạn đói và dịch lệ làm cho xã hội mất yên ổn, ở Kyūshū có những người cho rằng thời cơ đã đến nên nổi lên chống phá chính quyền Moroe.
Năm 740 (Tenpyō thứ 12) khi con trai Fujiwara no Umakai thuộc chi Shikike đang làm chức phó tướng ở phủ Dazai tên là Fujiwara no Hirotsugu mưu việc lật đổ Moroe, đuổi cặp bài trùng Genbō-Kibi no Makibi và phục hồi quyền lực cho gia đình Fujiwara. Ông ta họp được hơn một vạn người gồm hào tộc và nông dân trên đảo và nổi dậy nhưng liền bị tướng của triều đình gửi ra là Ono no Azumahito dẹp được.
Sau khi Thiên hoàng Shōmu thoái vị, ngôi báu về tay Nữ thiên hoàng Kōken, con gái thứ hai của ông. Tuy công chúa lên nối ngôi như nhưng thực quyền vẫn nằm trong tay mẹ là Hoàng thái hậu Kōmyō và người cháu trai của bà ta là Fujiwara no Nakamaro (con trai Muchimaro thuộc chi Nanke). Đà thăng tiến của Nakamaro dẫn đến sự suy thoái của cánh nhà Tachibana no Moroe. Phải nói là người cháu trai này được Hoàng thái hậu hết sức tín cẩn vì bà đã bổ nhiệm ông vào chức trưởng quan của Shibi chuudai (Tử vi trung đài) một nha sở mới được hai bác cháu đặt ra để lo về những việc kề cận thiết thân của Hoàng thái hậu 
Thấy Nakamaro nắm được quyền cao, con trai Moroe là Naramaro sinh ra bất mãn. Năm 756, Moroe từ quan lui về ẩn dật, sang năm sau thì qua đời. Naramaro nhân dịp cha mình mất, không còn ai có thể ngăn cản ông được nữa bèn tụ tập tất cả các thành phần hào tộc chống đối như họ Otomo, họ Saeki, họ Tajii làm một cuộc đảo chính mưu trừ cánh Nakamaro. Thế nhưng âm mưu bị kẻ khác mật báo nên bất thành. Naramaro bị bắt giam rồi chết trong ngục.

## Hành trạng
- 738 (Tháng Giêng năm Tenpyō (Thiên Bình) thứ 10): Moroe được phong làm Udaijin (Hữu đại thần) trong triều đình.[5]
- 740 (Năm Tenpyō thứ 12): Moroe trấn áp cuộc nổi loạn của Fujiwara no Hirotsugu.
- 742 (Năm Tenpyō thứ 14): Thiên hoàng phái Moroe đến Ise để bày tỏ sự cảm kích của mình với kami (thần linh).[6]
- 743 (Năm Tenpyō thứ 15): Moroe được nâng lên một cấp bậc gần bằng với Sadaijin (Tả đại thần).[6]
- 756 (Tháng 2 năm Tenpyō-shōhō (Thiên Bình Thắng Bảo) thứ 8): Thiên hoàng Kōken nhận tấu báo rằng Tả đại thần Moroe đang trù tính dấy loạn, nhưng bà từ chối tin vào tin đồn; tuy vậy, Moroe vẫn từ chức.[2]
- 757 (Năm Tenpyō-hōji (Thiên Bình Bảo Tự) thứ 1): Moroe qua đời ở tuổi 74; và tước vị của ông được Thiên hoàng truy phong.[7]

Moroe còn là một nhà thơ có tác phẩm được đưa vào thi tập Man'yōshū.